# 馬卡道站
馬卡道站位於台灣高雄市鼓山區，為高雄捷運環狀輕軌的捷運車站。車站編號為C19。

## 歷史
高雄市政府捷運工程局舉行C15-C37車站徵名活動，票選選出站名為「馬卡道站」。2021年12月16日，隨著環狀輕軌第二階段「C17鼓山區公所–C20臺鐵美術館」通車啟用。
因應高雄輕軌成圓，於2024年1月1日至2月25日前進行全線通車試營運，以作為後續正式營運後參考。

## 車站概要
站區位於馬卡道路與華安街口。車站樣式為側式月台二座。

### 月台配置
| 地面               |                                    |
| 側式月台，右側開門 |                                    |
|                    | ← 環狀輕軌順行方向（臺鐵美術館站） |
|                    | 環狀輕軌逆行方向（鼓山站）→        |
| 側式月台，右側開門 |                                    |
| 出入口             | 連通道                             |

## 外部連結
- 馬卡道站（高雄捷運公司） （页面存档备份，存于）